# Cyrnus insolutus
Cyrnus insolutus är en nattsländeart som beskrevs av Mclachlan 1878. Cyrnus insolutus ingår i släktet Cyrnus och familjen fångstnätnattsländor. Arten är reproducerande i Sverige. Inga underarter finns listade i Catalogue of Life.